# Vaucelles
Vaucelles er en kommune i departementet Calvados i regionen Basse-Normandie i det nordvestlige Frankrig. Indbyggerne kaldes "Vaucelloises".

## Geografi
Vaucelles ligger umiddelbart øst for Bayeux på Route nationale 13.

## Seværdigheder
- Saint-Cyr og Sainte-Judith kirkerne
- Slot fra det 14. århundrede
- Gård og dueslag fra 17. århundrede.

## Eksterne kilder
- Vaucelles på l'Institut géographique national Arkiveret 13. marts 2007 hos  Wayback Machine